# Spermophorides
Spermophorides là một chi nhện trong họ Pholcidae.

## Các loài
Các loài trong chi này gồm:
- Spermophorides africana Huber, 2007
- Spermophorides anophthalma Wunderlich, 1999
- Spermophorides baunei Wunderlich, 1995
- Spermophorides caesaris (Wunderlich, 1987)
- Spermophorides cuneata (Wunderlich, 1987)
- Spermophorides elevata (Simon, 1873)
- Spermophorides esperanza (Wunderlich, 1987)
- Spermophorides flava Wunderlich, 1992
- Spermophorides fuertecavensis Wunderlich, 1992
- Spermophorides fuerteventurensis (Wunderlich, 1987)
- Spermophorides gibbifera (Wunderlich, 1987)
- Spermophorides gomerensis (Wunderlich, 1987)
- Spermophorides hermiguensis (Wunderlich, 1987)
- Spermophorides heterogibbifera (Wunderlich, 1987)
- Spermophorides hierroensis Wunderlich, 1992
- Spermophorides huberti (Senglet, 1973)
- Spermophorides icodensis Wunderlich, 1992
- Spermophorides lanzarotensis Wunderlich, 1992
- Spermophorides lascars Saaristo, 2001
- Spermophorides mamma (Wunderlich, 1987)
- Spermophorides mammata (Senglet, 1973)
- Spermophorides mediterranea (Senglet, 1973)
- Spermophorides mercedes (Wunderlich, 1987)
- Spermophorides petraea (Senglet, 1973)
- Spermophorides pseudomamma (Wunderlich, 1987)
- Spermophorides ramblae Wunderlich, 1992
- Spermophorides reventoni Wunderlich, 1992
- Spermophorides sciakyi (Pesarini, 1984)
- Spermophorides selvagensis  Wunderlich, 1992
- Spermophorides simoni (Senglet, 1973)
- Spermophorides tenerifensis (Wunderlich, 1987)
- Spermophorides tenoensis Wunderlich, 1992
- Spermophorides tilos (Wunderlich, 1987)
- Spermophorides valentiana (Senglet, 1973)